# Щербанець звичайний
Щербанець звичайний, апозерис смердючий (Aposeris foetida) — монотипний вид рослин з родини айстрових (Asteraceae), поширений у Європі.

## Опис
Багаторічна рослина 10–30 см заввишки. Стебло безлисте, листки в прикореневій розетці, розсічені, з 5–10 парами трикутних або трапецієвидих, нерівномірно зубчастих бічних часточок і більшою трикутно-лопатчатою верхньою, знизу розсіяно-волосисті. Кошики поодинокі. Обгортка 2-рядна, 10–12 мм завдовжки, з дрібними зовнішніми листочками. Квітки жовті. Сім'янки 4–5 мм завдовжки, довгасті, сплюснуті, з коротким носиком і 5 реберцями, без чубка.

## Поширення
Поширений у Європі, крім півночі, Росії, Балкан, Португалії, країн Бенілюкс, Угорщини.
В Україні вид зростає в лісах, по чагарниках — в Карпатах, Розточчі-Опіллі, західного Лісостепу.

## Галерея

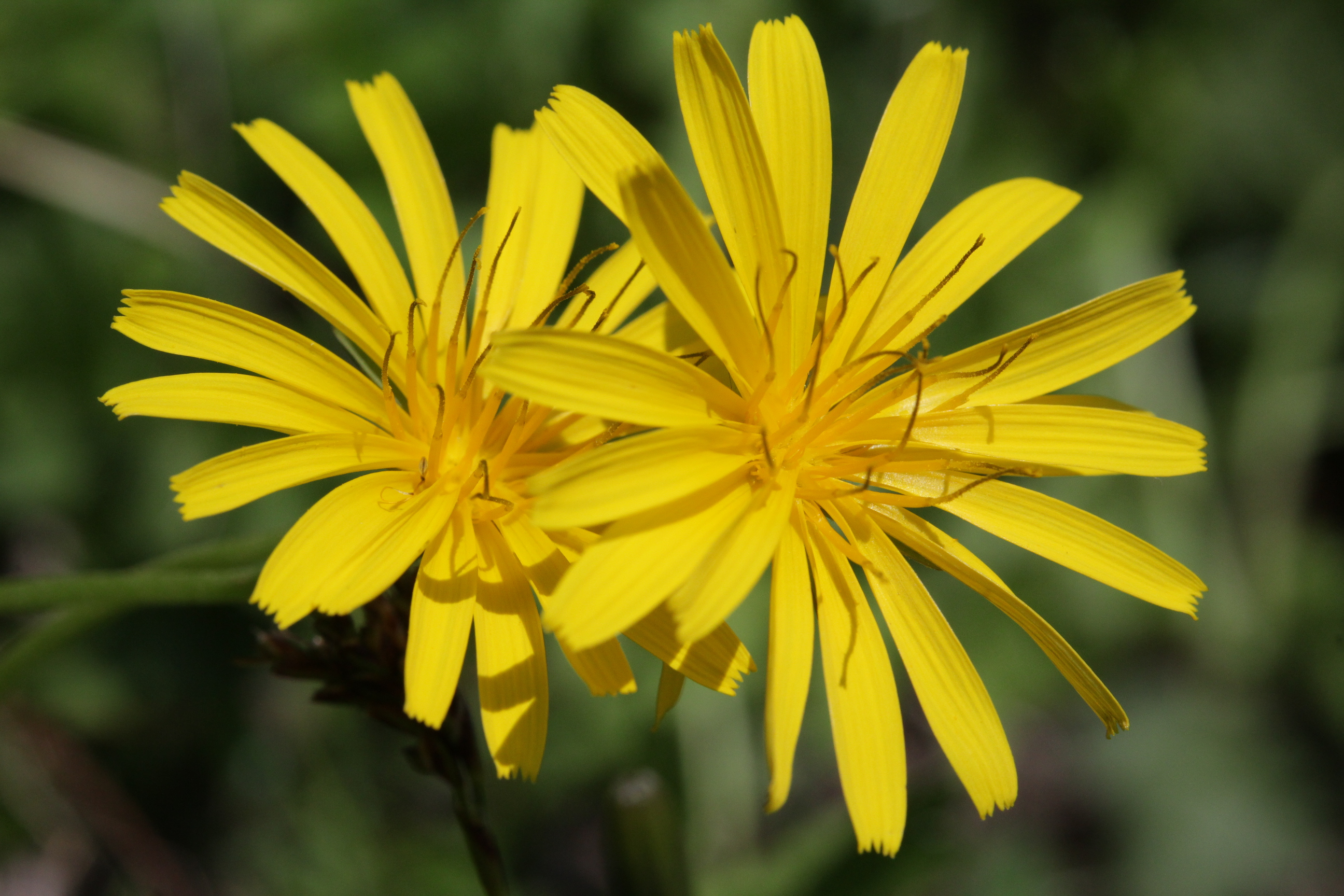
квіткові кошики, вид зверху
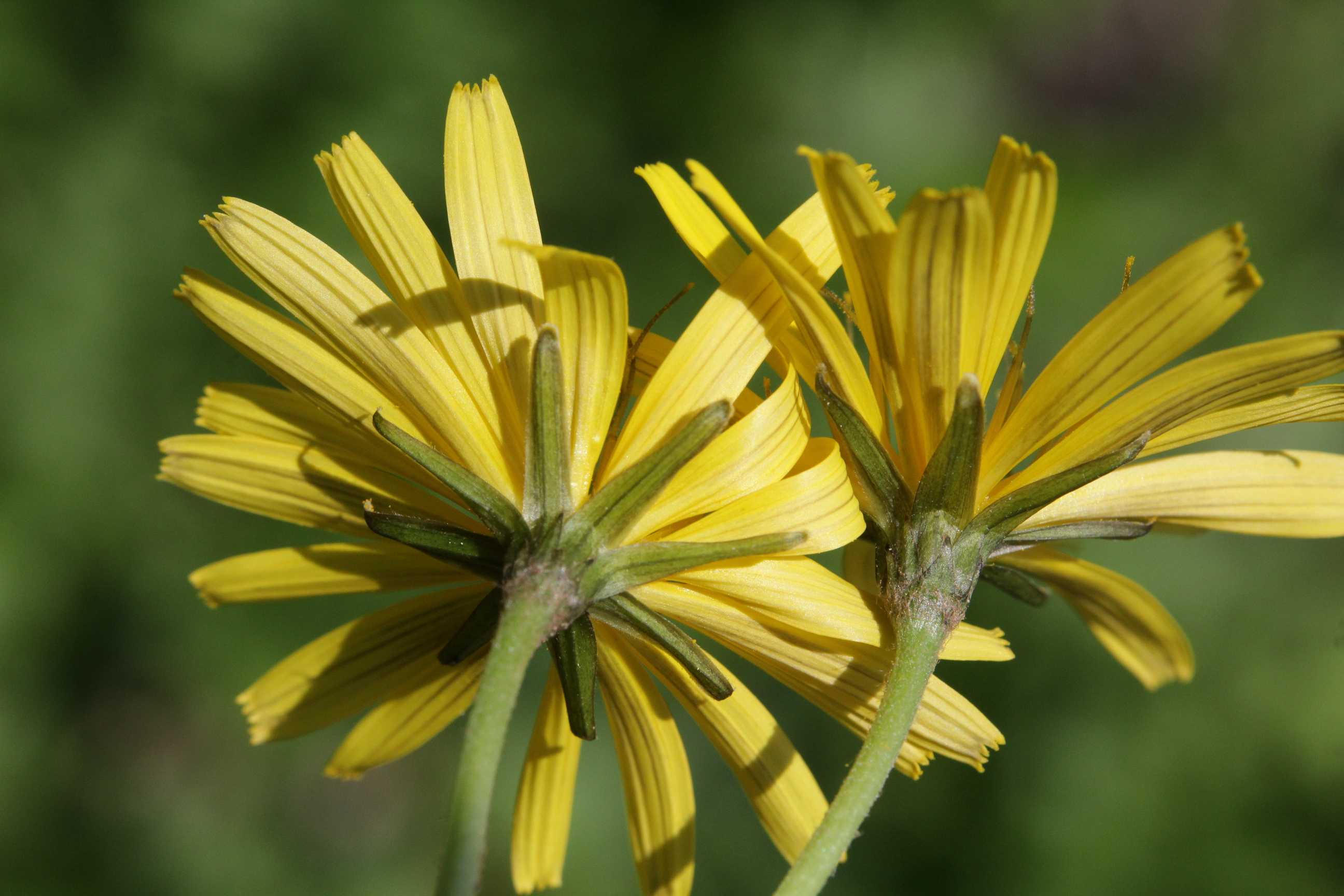
квіткові кошики, вид знизу